# National Defense Service Medal
Die National Defense Service Medal ist eine militärische Auszeichnung der US-Streitkräfte, die auf Anweisung von Präsident Dwight D. Eisenhower am 22. April 1953 eingeführt wurde und an Personen verliehen wird, die im Koreakrieg, im Vietnamkrieg, im Zweiten Golfkrieg oder im Krieg gegen den Terror im aktiven Dienst beteiligt waren.
Mehrfachauszeichnungen werden mit einem Servicestern gekennzeichnet.